# سویشرت
سویشرت (به انگلیسی: Sweatshirt) که در انگلیسی به آن جامپر (Jumper) نیز می‌گویند، همانندی بسیاری به هودی دارد و گاه با هودی اشتباه گرفته می‌شود. نخستین سویشرت و تونیک در سده ۱۵ میلادی در اروپا ساخته شد که جنس آن از پشم گوسفند بود.
بافت سویشرت‌های مدرن بیشتر از نخ و پنبه می‌باشد. سویشرت کلاه ندارد و به همین رو با هودی فرق دارد. سویشرت را می‌توان مانند هودی همراه با زیپ یا دکمه تهیه کرد و مدل پرهوادار سویشرت، به صورت جلو بسته و بدون زیپ و دکمه است. در گذشته، سویشرت در میان ورزشکاران هوادار داشت و بیشتر ورزشکاران در باشگاه و مسابقه آن را به تن می‌کردند اما این روزها سویشرت به عنوان یک پوشاک غیرورزشی نیز کاربرد دارد.

## نگارخانه

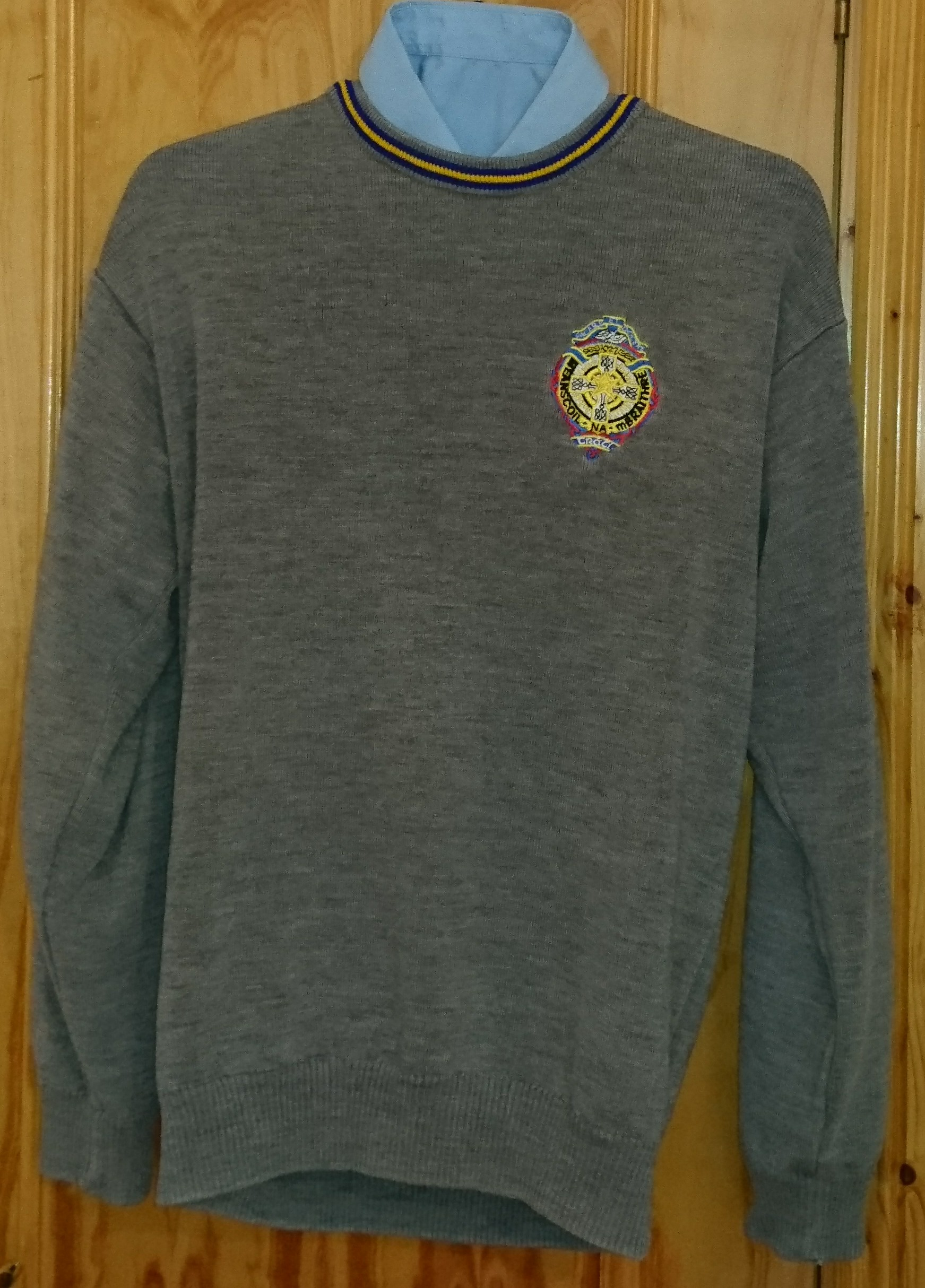
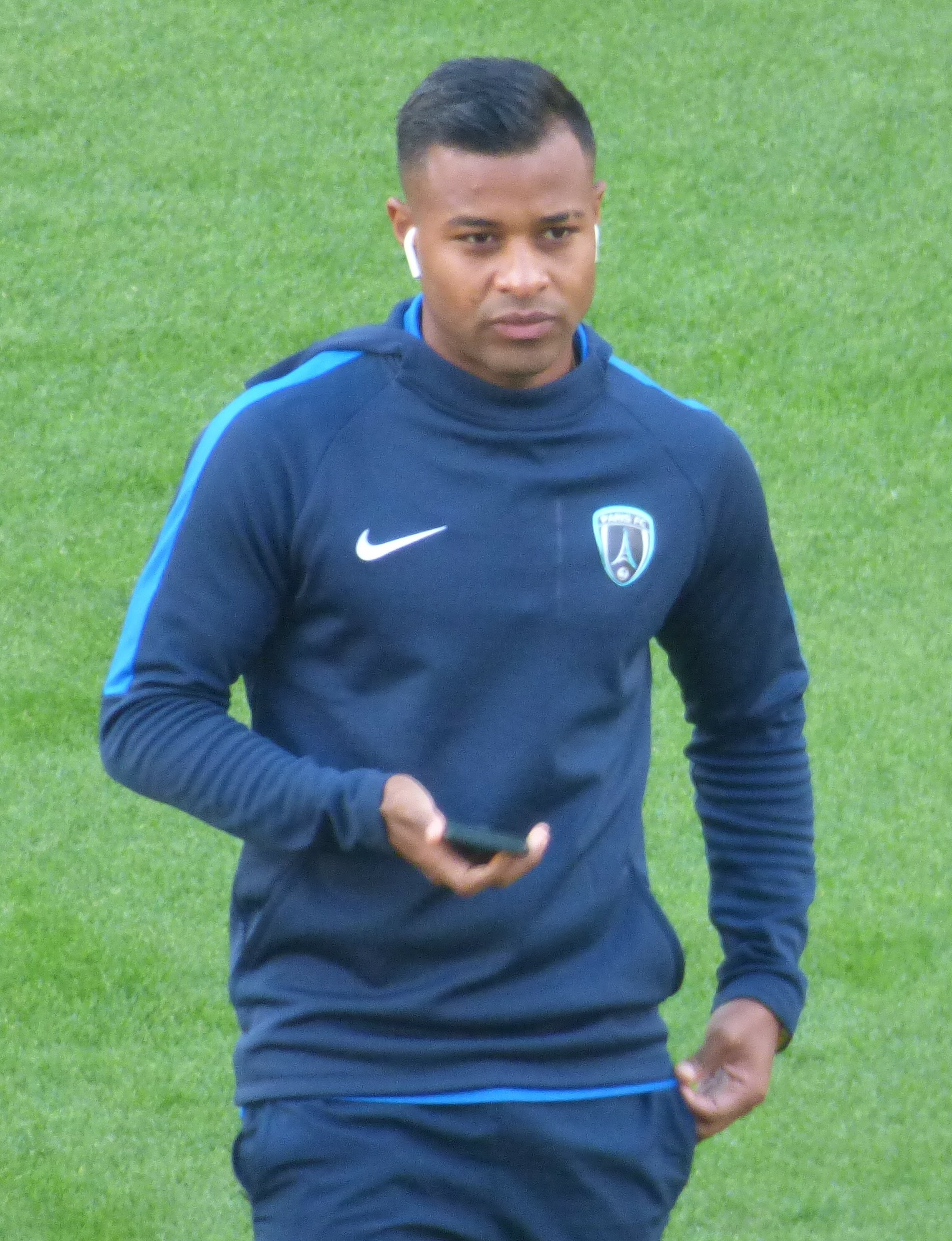
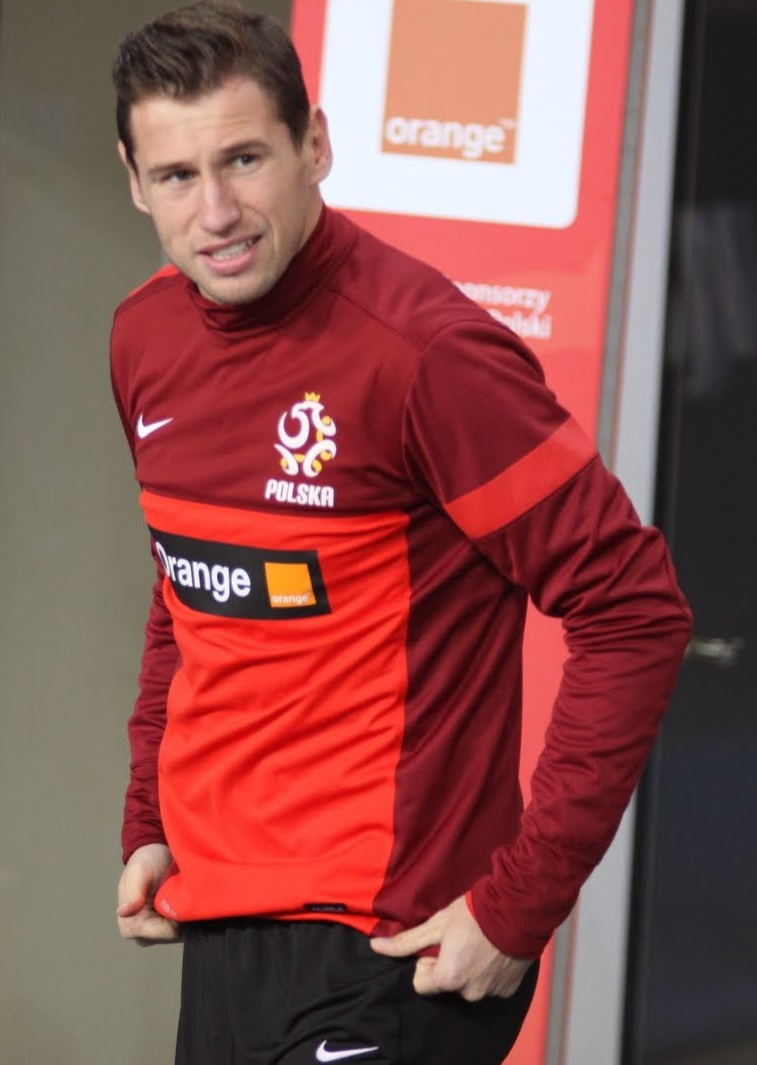
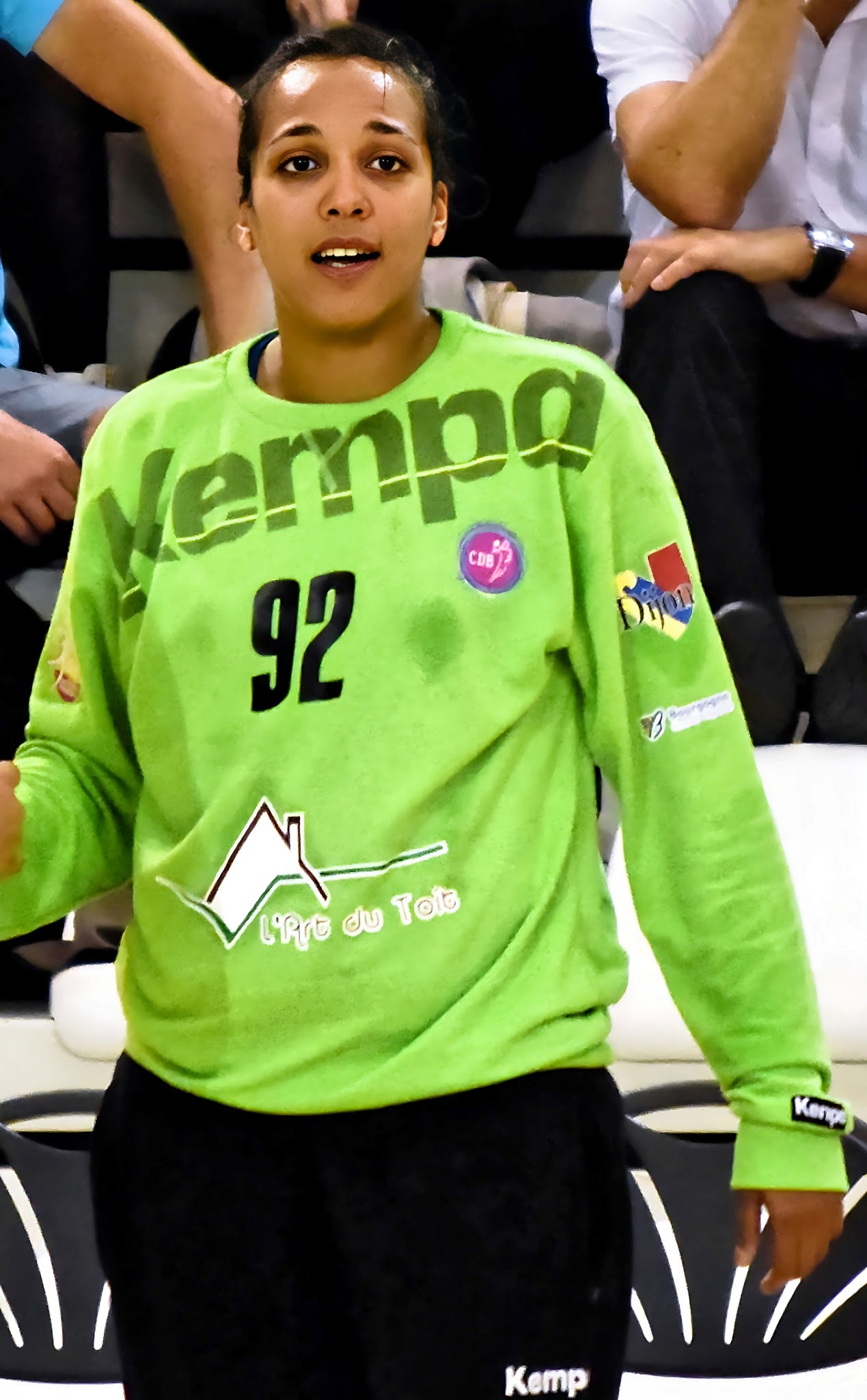
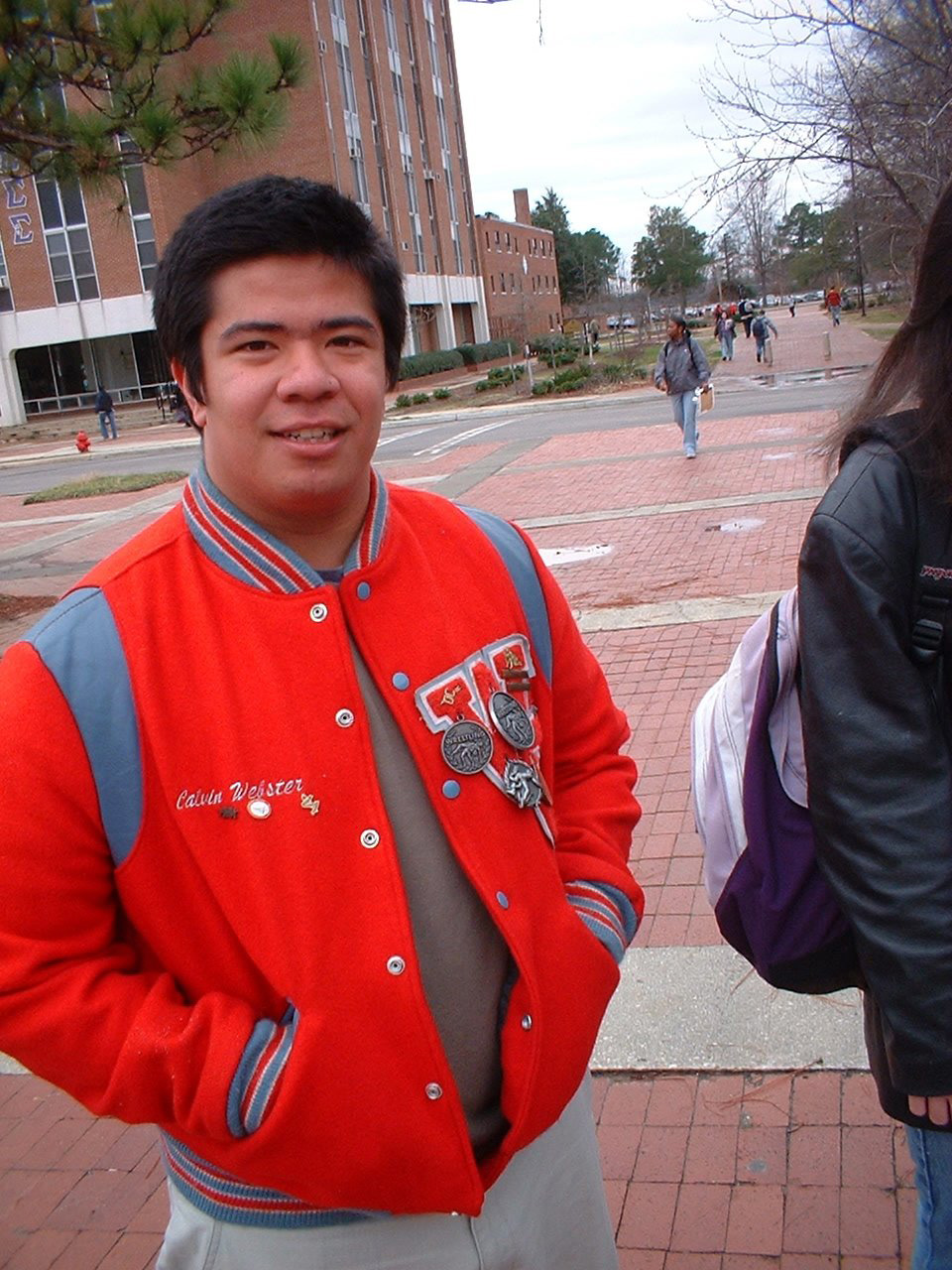
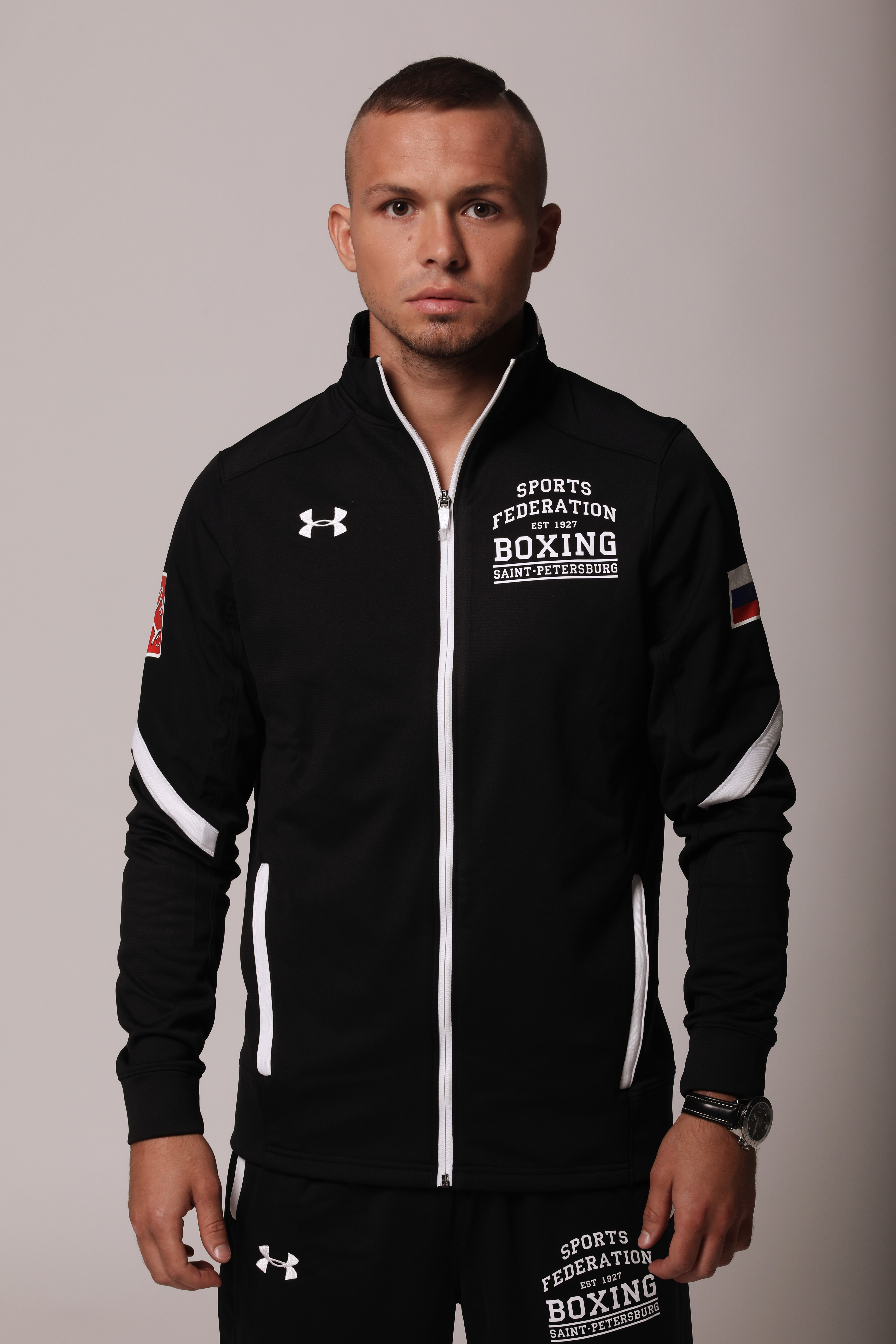